# Condado de Atarés
El condado de Atarés es un título nobiliario español, creado el 5 de noviembre de 1625 por el rey Felipe IV, a favor de Juan Sanz de Latrás y Cavero, señor de las baronías de Atarés, Ligüerre y Latrás y diputado en las Cortes de Aragón.
El 11 de diciembre de 1725 el rey Felipe V concedió a este título la grandeza de España, siendo José Pedro Funes de Villalpando y Sanz de Latrás el V conde de Atarés.

## Condes de Atarés
|                                | Titular                                                           | Periodo                |
| Creación por Felipe IV         | Creación por Felipe IV                                            | Creación por Felipe IV |
| ------------------------------ | ----------------------------------------------------------------- | ---------------------- |
| I                              | Juan Sanz de Latrás y Cavero                                      | 1625-antes de 1642     |
| II                             | Juan Sanz de Latrás y Gaztelu                                     | antes de 1642-1666     |
| III                            | Luisa Sanz de Latrás y Catalán de Ocón                            | 1666-¿?                |
| IV                             | Melchor Funes de Villalpando y Sanz de Latrás                     | ¿?-1691                |
| V                              | José Pedro Funes de Villalpando y Sanz de Latrás                  | 1691-1728              |
| VI                             | Cristóbal Pío Funes de Villalpando y Abarca de Bolea              | 1728-1791              |
| VII                            | Joaquina de Villanueva y Herrera                                  | 1791-1799              |
| VIII                           | María Manuela de Villanueva y Herrera                             | 1800-1814              |
| IX                             | Francisco de Paula de Villanueva y Cañas Sanz de Latrás           | 1816-1833              |
| X                              | Francisco Javier de Villanueva Sanz de Latrás y Pérez de Barradas | 1833-1838              |
| XI                             | Francisco de Villanueva Sanz de Latrás y Zayas                    | 1838-1855              |
| XII                            | Juan Bautista de Villanueva Sanz de Latrás y Pérez de Barradas    | 1855-1875              |
| Rehabilitación por Alfonso XII |                                                                   |                        |
| XIII                           | María Isabel Nieulant y Villanueva                                | 1884-1915              |
| XIV                            | José Federico López de Nieulant                                   | 1916-1960              |
| XV                             | José Miguel López y Díaz de Tuesta                                | 1961-2010              |
| XVI                            | Fernando Miguel González de Castejón y Jordán de Urríes           | 2012-2022              |
| XVII                           | Jimena Victoria González de Castejón Jiménez                      | 2025-actual titular    |

## Historia de los condes de Atarés
- Juan Sanz de Latrás y Cavero (m. antes de 1642), I conde de Atarés[2] y señor de las baronías de Atarés, de Liguerre y de Latrás.

Casó en primeras nupcias, el 26 de noviembre de 1602, con Leonor de Gaztelu y Eza, fallecida en 1615. Contrajo un segundo matrimonio, el 6 de mayo de 1620, con Ana Gutiérrez de Camargo. Fueron padres de varios hijos, entre ellos, Leonor Sanz de Latrás y Gaztelu (m. 1645), casada el 24 de mayo de 1628 con Juan Antonio de Funes y Villalpando, I marqués de Osera, de quien fue su segunda esposa, padres del IV conde de Atarés. Los primeros condes de Atarés también fueron los padres de Ana María Sanz de Latrás y Gaztelu, quien, después de enviudar de su primo, Ferrer de Lanuza y Silva (m. 14 de febrero de 1643), II conde de Plasencia, tomó los hábitos y fundó el convento de la Virgen del Pilar de Capuchinas en Huesca. Le sucedió su hijo del primer matrimonio:
- Juan Sanz de Latrás y Gaztelu (m. 27 de agosto de 1666),[10] II conde de Atarés,[11] caballero de la Orden de Santiago, maestre de campo en la guerra de Cataluña, gentilhombre de cámara del rey Felipe IV y señor de las baronías de Latrás, Liguerre y Javierrelatre.[12]

Casó en primeras nupcias con María Catalán de Ocón Navarro de Aroytia y en segundas con su prima hermana, Magdalena Sanz de Latrás y Agullana, fallecida el 14 de abril de 1669. Le sucedió su hija del primer matrimonio:
- Luisa Sanz de Latrás y Catalán de Ocón (m. después de 1675), III condesa de Atarés.[11]

Casó, siendo la segunda esposa, con Martín de Torrellas y Bardají Fernández de Heredia y Luna, I conde de Castellflorit. Sin descendientes, le sucedió su primo hermano, hijo de Leonor Sanz de Latrás y Gaztelu (m. 27 de enero de 1645), hermana del segundo conde, que había casado con Juan Antonio Funes de Villalpando y Ariño, I marqués de Osera y X señor de la baronía de Quinto:
- Melchor Funes de Villalpando y Sanz de Latrás (baut. Gelsa, 19 de noviembre de 1639-19 de febrero de 1691), IV conde de Atarés,[11] XI señor de la baronía de Quinto, caballero de la Orden de Alcántara y maestre de campo.[7]

Casó, en Zaragoza, el 24 de enero de 1683, con Juana López de Gurrea y Francés, III condesa del Villar, hija de Baltasar de Gurrea y Ximénez Cerdán y de Marcela Francés de Urrutigoiti. Le sucedió su hijo:
- José Pedro Funes de Villalpando y Sanz de Latrás,[11] también llamado José Pedro de Alcántara Funes de Villalpando y Gurrea,[7] (baut. Zaragoza, 19 de marzo de 1684-4 de octubre de 1728), V conde de Atarés, grande de España,[11] IV conde del Villar,[16] XII señor de la baronía de Quinto, gentilhombre de cámara del rey y regidor de Zaragoza.[7]

Casó, el 31 de enero de 1705, con María Francisca Abarca de Bolea y Bermúdez de Castro, hija de Bernardo Abarca de Bolea y Ornes, I duque de Almazán, III marqués de Torres de Aragón (actual marquesado de las Torres), y de su esposa Francisca Bardají Bermúdez de Castro y Moncayo. Le sucedió su hijo:
- Cristóbal Pío Funes de Villalpando y Abarca de Bolea (Zaragoza, c. 1710-Madrid, 11 de abril de 1791), VI conde de Atarés, grande de España,[11] V conde del Villar, XII señor de la baronía de Quinto,[7] gran cruz de la Orden de Carlos III, gentilhombre de cámara del rey,[16] mayordomo de la reina y caballero de la Orden del Toisón de Oro.[18]

Casó, el 11 de febrero de 1741, con María Antonia Pimentel y Álvarez de Toledo, hija de José Francisco Alonso-Pimentel y Zualart, VII marqués de Povar, VI marqués de Malpica y IV conde de Navalmora, y de su esposa, Josefa Joaquina Álvarez de Toledo, V marquesa de Mancera, grande de España. Sin descendientes, le sucedió, el 14 de diciembre de 1791, su sobrina nieta:
- Joaquina de Villanueva y Herrera (1712-8 de mayo de 1799), VII condesa de Atarés, grande de España,[11] III marquesa de Villalba (1693) y marquesa de Peramán.[20] Era hija de Manuel de Villanueva y Ximénez-Cerdán, II marqués de Villalba —hijo de Benito de Villanueva y Terrer de Valenzuela y de Catalina Ximénez-Cerdán y Funes de Villalpando, hija de Juan Ximénez-Cerdán y Fernández de Heredia y de Leonor Funes de Villalpando y Sanz de Latrás, hermana del IV conde de Atarés—, y de su primera esposa,[21] Margarita de Herrera y Guisla.

Casó, el 29 de abril de 1737, con Vicente Pascual Vázquez de Coronado y Ferrer de Próxita (m. 4 de marzo de 1772) IV marqués de Coquilla, IV marqués de Villanueva de las Torres, VI conde de Montalvo, VI conde de Gramedo, vizconde de Villar de Farfán y barón de Quart, hijo de Juan Antonio Vázquez de Coronado y Ronquillo y de Juana Ferrer de Próxita y Calatayud. En 11 de noviembre de 1800, le sucedió su hermana, hija del segundo matrimonio de su padre:
- María Manuela de Villanueva y Urriés (1729-1814), VIII condesa de Atarés, grande de España,[11] IV marquesa de Villalba y IV marquesa de Peramán.[23][d]

Casó, el 3 de junio de 1751, con Luis de Arteaga Basurto Chiriboga y Castaños. Sin descendientes. En 31 de julio de 1816, le sucedió su sobrino:
- Francisco de Paula Villanueva y Cañas Sanz de Latrás (Valladolid, 1757-Zaragoza, 13 de marzo de 1833),  IX conde de Atarés, grande de España,[11] IV conde de Alba Real, [24] V marqués de Villalba, marqués de Peramán y barón de Latrás.[24] Era hijo de Domingo María de Villanueva y Rivera, III conde de Alba Real,[25] y de Nicolasa Rita Cañas y Trelles.[26]

Casó en primeras nupcias, el 12 de enero de 1774, con Luisa Pérez Barradas y Fernández de Córdoba. Contrajo un segundo matrimonio, en 1806, con Manuela Magallón y Armendáriz. Casó en terceras nupcias, el 26 de noviembre de 1816, con Mariana Altarriba y Azcón. Le sucedió su hijo del primer matrimonio:
- Francisco Javier de Villanueva Sanz de Latrás y Pérez de Barradas (Valladolid, 4 de junio de 1777-9 de mayo de 1838), X conde de Atarés, grande de España,[11] V conde de Alba Real,[27] VI marqués de Villalba y prócer del reino.[28]

Casó, en 1808, con María del Rosario de Zayas y Arias de Saavedra (m. 1848). Sucedió su hijo:
- Francisco de Paula de Villanueva Sanz de Latrás y Zayas (1810-16 de octubre de 1855), XI conde de Atarés, grande de España,[29] VI conde de Alba Real,[27] VII marqués de Villalba y IV marqués de Peramán, sucediendo a su tía, Joaquina de Villanueva y Herrera, III marquesa de Peramán.[27]

Casó, en primeras nupcias con Inés Pérez de Barradas y Arias de Saavedra (m. 18 de agosto de 1834), hija de Juan Bautista de Barradas VIII marqués de Peñaflor, VI marqués de Cortes de Graena y de su primera esposa Ángela Arias de Saavedra, y en segundas, el 10 de julio de 1835, con Josefa Part de la Presa (m. 1871). Sucedió su hijo del primer matrimonio:
- Juan Bautista de Villanueva Sanz de Latrás y Pérez de Barradas (1835-1904), XII conde de Atarés, grande de España,[29] y VII conde de Alba Real.[27] «Renunció [en 1875], sin hacer públicas sus razones a sus títulos, continuando en diversos sobrinos»[30]

Casó con María de la Concepción Delgado y Parejo.
Rehabilitado en 1884 por:
- María Isabel Nieulant y Villanueva (Madrid, 26 de junio de 1850-Madrid, 29 de mayo de 1915),[31] XIII condesa de Atarés grande de España,[11] VI marquesa de Perijáa[32] y dama noble de la Orden de María Luisa.[31]

Casó el 16 de mayo de 1870, en Madrid, con Federico López y Gaviria (1847-1903), senador del reino, consejero de estado, caballero de la Real Maestranza de Caballería de Ronda y gentilhombre de cámara. Le sucedió su hijo:
- José Federico López Nieulant y Gaviria, (Madrid, 29 de julio de 1874-Madrid, 10 de julio de 1960), XIV conde de Atarés, grande de España,[11] y VII marqués de Perijáa,[32] maestrante de Ronda, gentilhombre de cámara con ejercicio y servidumbre,

Casó, el 12 de junio de 1906, con María Victoria Díaz de Tuesta y García Pérez de Nanclares y Socarrás (Saguaramas, Cuba, 8 de diciembre de 1884-1970). Le sucedió su hijo.
- José Miguel López Díaz de Tuesta (Madrid, 27 de octubre de 1917- Madrid, 12 de mayo de 2010),  XV conde de Atarés, grande de España,[11] y VIII marqués de Perijáa.[34]

Sin descendencia, sucedió su sobrino nieto:
- Fernando Miguel González de Castejón y Jordán de Urríes (Madrid, 6 de mayo de 1968-Madrid, 20 de junio de 2022[35]), XVI conde de Atarés[36] y IX marqués de Perijáa,[37] hijo de José Pedro González de Castejón y López de Nieulant y Díaz de Tuesta y de su esposa María Fátima Jordán de Urriés y Castelo-Branco.[37]

Casó con Gema Jiménez Vivalda con quien tuvo una hija. El 20 de junio de 2022 el conde asesinó a su esposa y a una amiga de esta y después se suicidó. Sucedió su hija:
- Jimena Victoria González de Castejón Jiménez, XVII condesa de Atarés.[39]